# Эгюранд-э-Гардедёй
Эгюра́нд-э-Гардедёй (фр. Eygurande-et-Gardedeuil) — коммуна во Франции, находится в регионе Аквитания. Департамент — Дордонь. Входит в состав кантона Монпон-Менестероль. Округ коммуны — Перигё.
Код INSEE коммуны — 24165.

## География

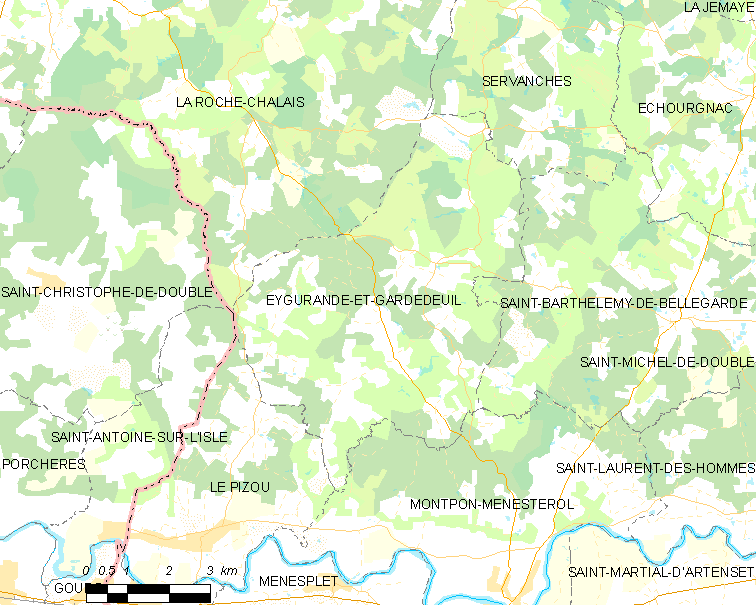
Карта коммуны

Коммуна расположена приблизительно в 460 км к югу от Парижа, в 65 км северо-восточнее Бордо, в 50 км к западу от Перигё.
По территории коммуны протекает река Дюш.

### Климат
Климат умеренный океанический со средним уровнем осадков, которые выпадают преимущественно зимой. Лето здесь долгое и тёплое, однако также довольно влажное, здесь не бывает регулярных периодов летней засухи. Средняя температура января — 5 °C, июля — 18 °C. Изредка вследствие стечения неблагоприятных погодных условий может наблюдаться непродолжительная засуха или случаются поздние заморозки. Климат меняется очень часто, как в течение сезона, так и год от года.

## Население
Население коммуны на 2010 год составляло 377 человек.
| 1962 | 1968 | 1975 | 1982 | 1990 | 1999 | 2010 |
| ---- | ---- | ---- | ---- | ---- | ---- | ---- |
| 484  | 423  | 365  | 310  | 300  | 296  | 377  |

## Администрация
| Период | Период | Фамилия       | Партия       | Примечания |
| ------ | ------ | ------------- | ------------ | ---------- |
| 2001   | 2008   | Жоэль Жаларен | беспартийный |            |
| 2008   | 2014   | Жан-Лу Монье  | беспартийный | пенсионер  |
| 2014   | 2020   | Ги Пьедфер    |              |            |

## Экономика
В 2010 году среди 242 человек трудоспособного возраста (15-64 лет) 178 были экономически активными, 64 — неактивными (показатель активности — 73,6 %, в 1999 году было 72,2 %). Из 178 активных жителей работали 155 человек (75 мужчин и 80 женщин), безработных было 23 (11 мужчин и 12 женщин). Среди 64 неактивных 16 человек были учениками или студентами, 24 — пенсионерами, 24 были неактивными по другим причинам.

## Достопримечательности
- Замок Молле (XVII век)
- Церковь Св. Петра
- Часовня Нотр-Дам-де-Виктуар

## Фотогалерея

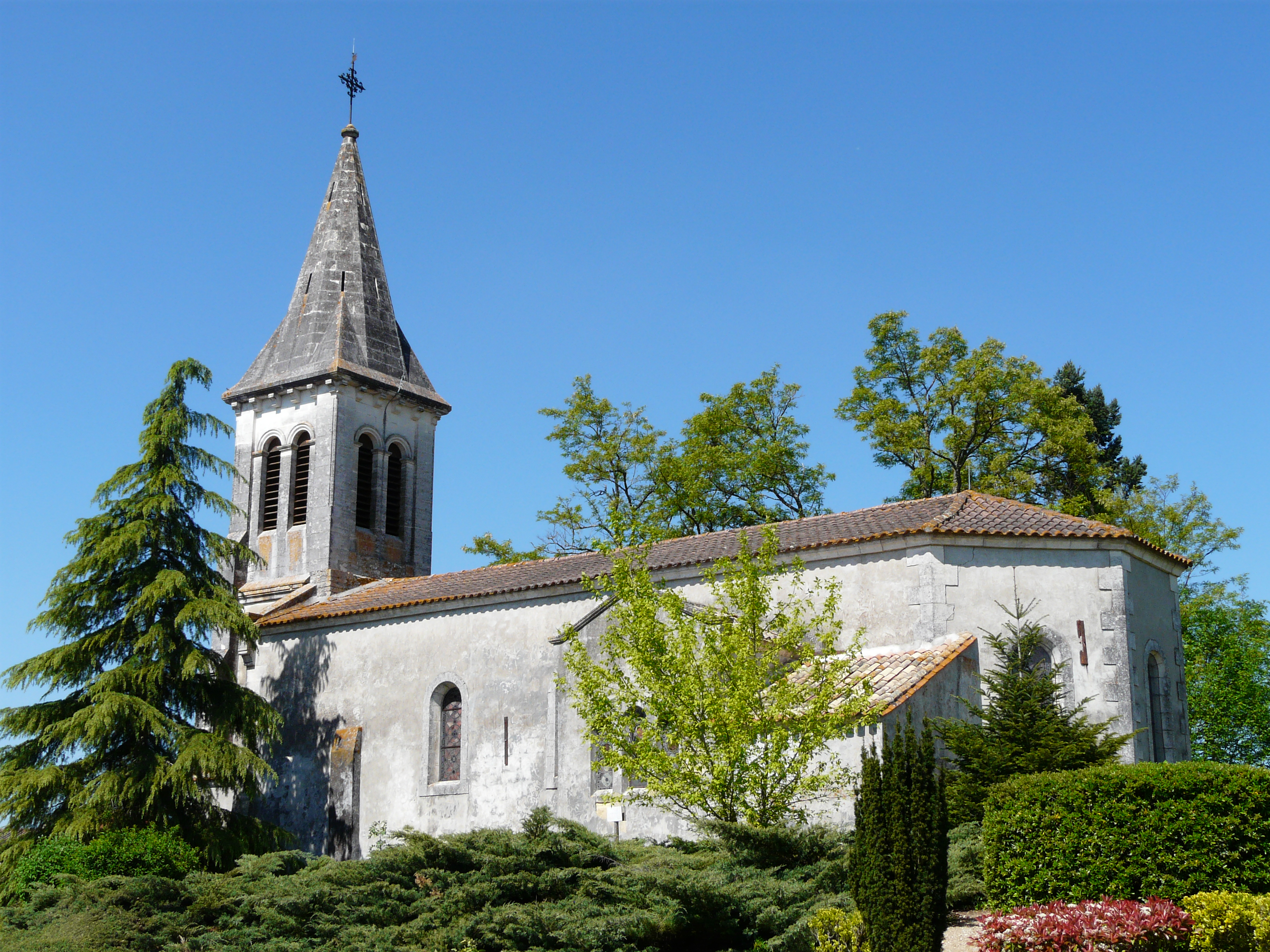
Церковь Св. Петра
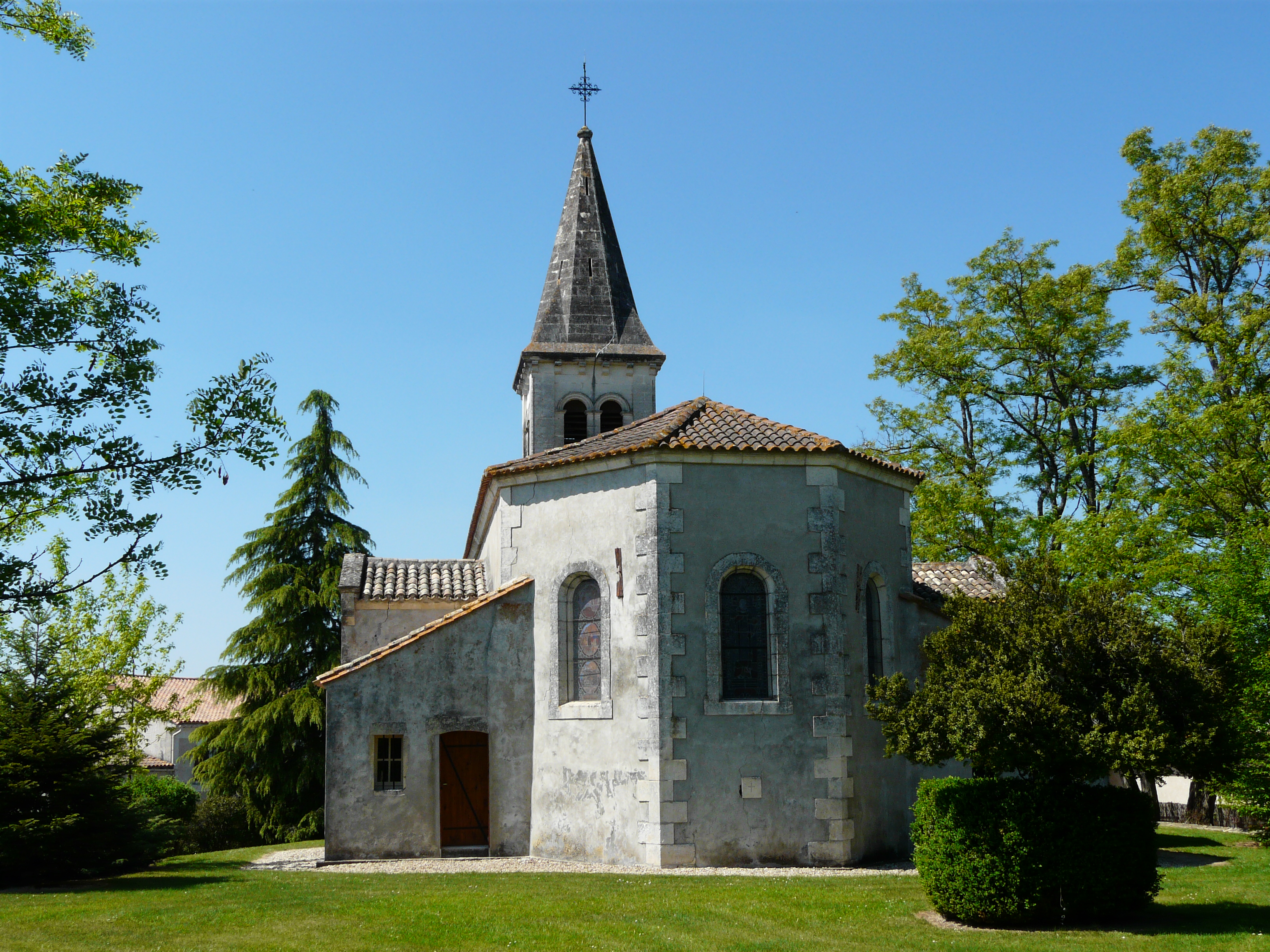
Церковь Св. Петра
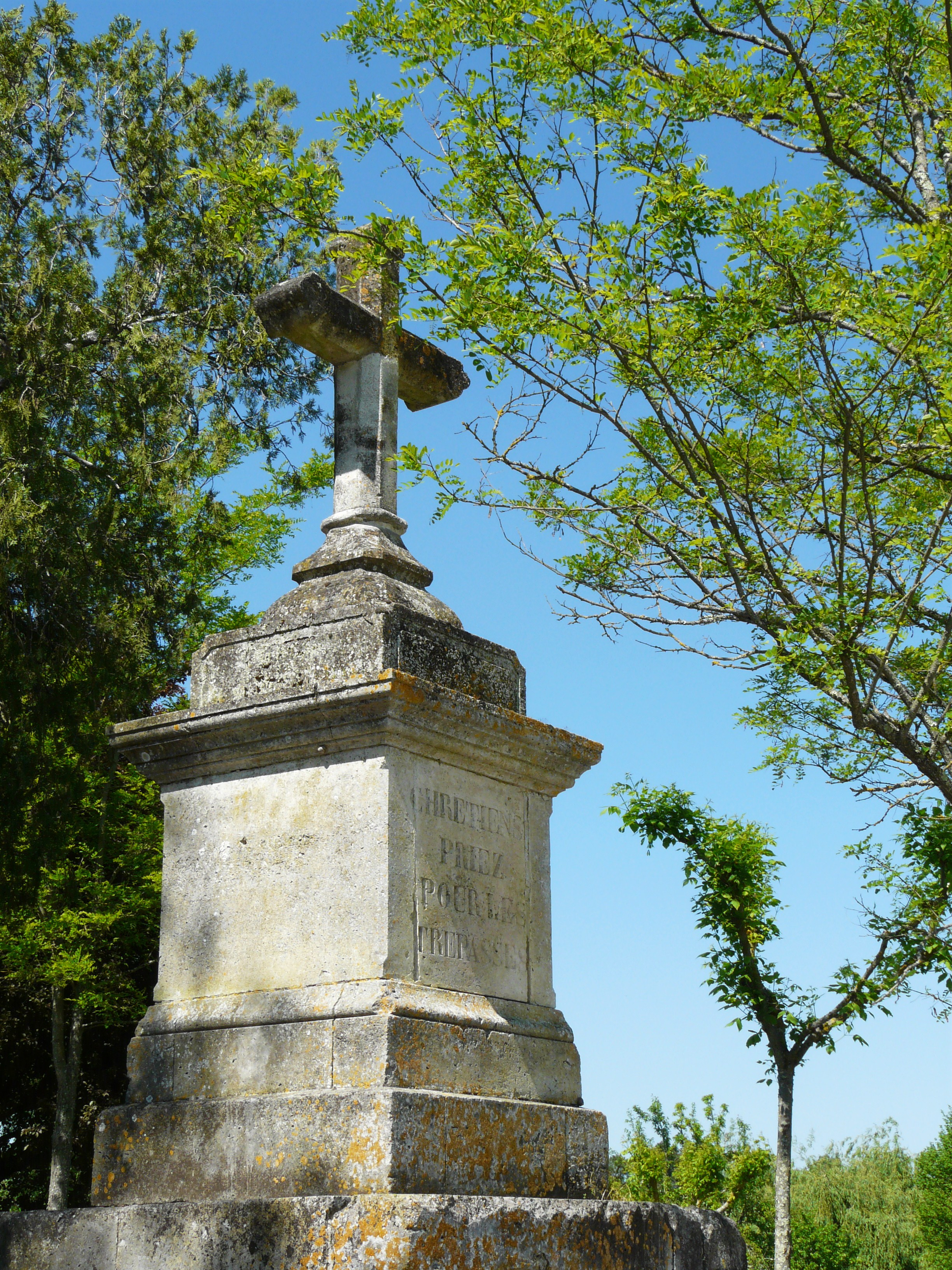
Крест